# Koogi (Jõelähtme)
Koogi – wieś w Estonii, w prowincji Harju, w gminie Jõelähtme.